# Sebastian Schulte
Sebastian Carl Schulte (* 13. Dezember 1978 in Wiesbaden) ist ein ehemaliger deutscher Ruderer und heutiger Industriemanager. Seit dem 13. Februar 2022 ist er Vorstandsvorsitzender des Kölner Motorenbauunternehmens Deutz AG.

## Werdegang
2000 wurde Schulte U23-Weltmeister im Achter und von 2001 bis 2007 gehörte er zur Stammbesatzung im Deutschland-Achter, mit dem er nach WM-Bronze (2001 und 2005), WM-Silber (2002) in Eton 2006 Weltmeister wurde. Bei den Olympischen Sommerspielen 2004 in Athen wurde er Vierter.
Nach dem Studium der Wirtschaftswissenschaft an der Ruhr-Universität Bochum wurde er 2008 an der Judge Business School der University of Cambridge promoviert („Fair Value Measurement for non-financial Assets“). Er war von 2003 bis 2008 Aktivensprecher im Deutschen Ruderverband. 2007 war Schulte Vize-Präsident des Cambridge University Boat Clubs (CUBC).
Während seiner Studienzeit in Cambridge qualifizierte er sich in den Jahren 2005, 2006 und 2007 für das Universitätsboot in Cambridge. Nach zwei Niederlagen im Boat Race gegen Oxford konnte er das Rennen im Jahr 2007 für Cambridge gewinnen. Das Jahr 2007 endete mit einem Vizeweltmeistertitel für den Achter. Nach seiner Rückkehr nach Deutschland und schwachen Vorstellungen auf den World-Cups verlor er im Jahr 2008 seinen Platz im Deutschland-Achter, nachdem der Deutsche Ruderverband kurz vor den Olympischen Spielen eine neue Mannschaft formierte.
Nach Abschluss seines Studiums in Cambridge bekleidete Schulte verschiedene Positionen in der Konzernzentrale der ThyssenKrupp AG. In den Jahren 2014 bis 2017 hat Schulte als Chief Financial Officer in der Geschäftsführung zur Restrukturierung und dem Verkauf des ThyssenKrupp-Stahlwerks in Rio de Janeiro beigetragen. In den Jahren 2018 bis 2020 war Schulte Geschäftsführer und Chief Financial Officer der Werften-Sparte des ThyssenKrupp-Konzerns (ThyssenKrupp Marine Systems) mit Standorten in Hamburg, Emden und Kiel. Im Januar 2021 trat Schulte in den Konzernvorstand der Deutz AG ein, wo er ab dem 1. März 2021 die Position des Finanzvorstands und Arbeitsdirektors übernahm und seit dem 13. Februar 2022 den Vorstandsvorsitz innehat.

## Erfolge
- 1996: 5. Platz im Vierer mit Steuermann (Junioren-Weltmeisterschaften)
- 1997: 7. Platz im Zweier ohne Steuermann (Nations Cup)
- 1999: 2. Platz im Achter (Nations Cup)
- 2000: 1. Platz im Achter (Nations Cup)
- 2001: 3. Platz im Achter (Weltmeisterschaft)
- 2002: 2. Platz im Achter (Weltmeisterschaft)
- 2003: 6. Platz im Achter (Weltmeisterschaft)
- 2004: 4. Platz im Achter (Olympische Spiele)
- 2005: 3. Platz im Achter (Weltmeisterschaft)
- 2006: 1. Platz im Achter (Weltmeisterschaft)
- 2007: 2. Platz im Achter (Weltmeisterschaft)